# Strukturkonservatismus
Strukturkonservatismus oder auch Strukturkonservativismus ist ein negativ besetztes politisches Schlagwort. Es stellt die so bezeichnete Position, Organisation oder Person als modernisierungsfeindliche Bewahrer überkommener Strukturen hin.
Die Bezeichnung geht auf den SPD-Politiker Erhard Eppler zurück, der 1975 den Konservatismus in Struktur- und Wertkonservatismus differenzierte: Strukturkonservative würden „primär die Konservierung von Machtpositionen, von Privilegien, von Herrschaft“ anstreben, wohingegen es Wertkonservativen um eine Veränderung politischer und ökonomischer Machtstrukturen im Sinne einer Emanzipation gehe. 1981 berichtete Eppler, seine Begriffsprägung sei durch den SPD-Vorsitzenden Willy Brandt angeregt worden, der vor einer rein negativen Verwendung des Begriffs konservativ warnte. Das habe Eppler eingeleuchtet: „Man konnte doch wohl den Winzern und Hausfrauen im Wyhler Umland nicht mit demselben Begriff gerecht werden wie dem Ministerpräsidenten, der sie als Mitläufer der Kommunisten beschimpfte.“ Es ging den Sozialdemokraten also darum, den Begriff konservativ positiv zu besetzen und für sich verwenden zu können. Damit reagierten sie auf die Neudefinition des Begriffs vonseiten der Unionsparteien. Bereits 1968 hatte der damalige Finanzminister Franz Josef Strauß (CSU) erklärt, konservativ sein heiße „an der Spitze des Fortschritts zu marschieren.“ Mit der epplerschen Begriffsschöpfung galten nun Rechte als strukturkonservativ, Linke aber als wertkonservativ. Selbst die bei Konservativen häufig zu beobachtende Flexibilität wird ihnen seitdem als bloßes taktisches Mittel ausgelegt, um ihre Macht und ihre Privilegien zu erhalten. Diese weisen den Vorwurf des Strukturkonservatismus von sich und nehmen in Übernahme der epplerschen Begriffsprägung für sich in Anspruch, wertkonservativ zu sein.
Die Begriffsunterscheidung stieß nicht nur auf Zustimmung: So kritisierte Epplers Parteifreund Horst Ehmke 1977, man unterscheide schließlich auch nicht zwischen Wert- und Strukturliberalismus oder zwischen Wert- und Struktursozialismus. Da die künftige Rohstoff- und Energieversorgung von noch zu machenden Erfindungen abhänge, sei Epplers Polemik gegen Techniker und Technokraten als strukturkonservativ nicht nützlich. Dennoch setzte sich der Begriff strukturkonservativ durch, um die so bezeichnete Position oder Organisation zu kritisieren: So werden die Gegner der Reformpolitik Michail Gorbatschows in der Sowjetunion und den Ostblockstaaten von Politikwissenschaftlern und Historikern als strukturkonservativ bezeichnet. Der Wirtschaftswissenschaftler Hans-Werner Sinn etwa warf 2005 den Gewerkschaften vor, strukturkonservativ zu sein. Der Publizist Richard Herzinger nannte 2007 die Forderung Oskar Lafontaines (Die Linke), den Sozialstaat wiederherzustellen, strukturkonservativ.